# Peter Fliesteden

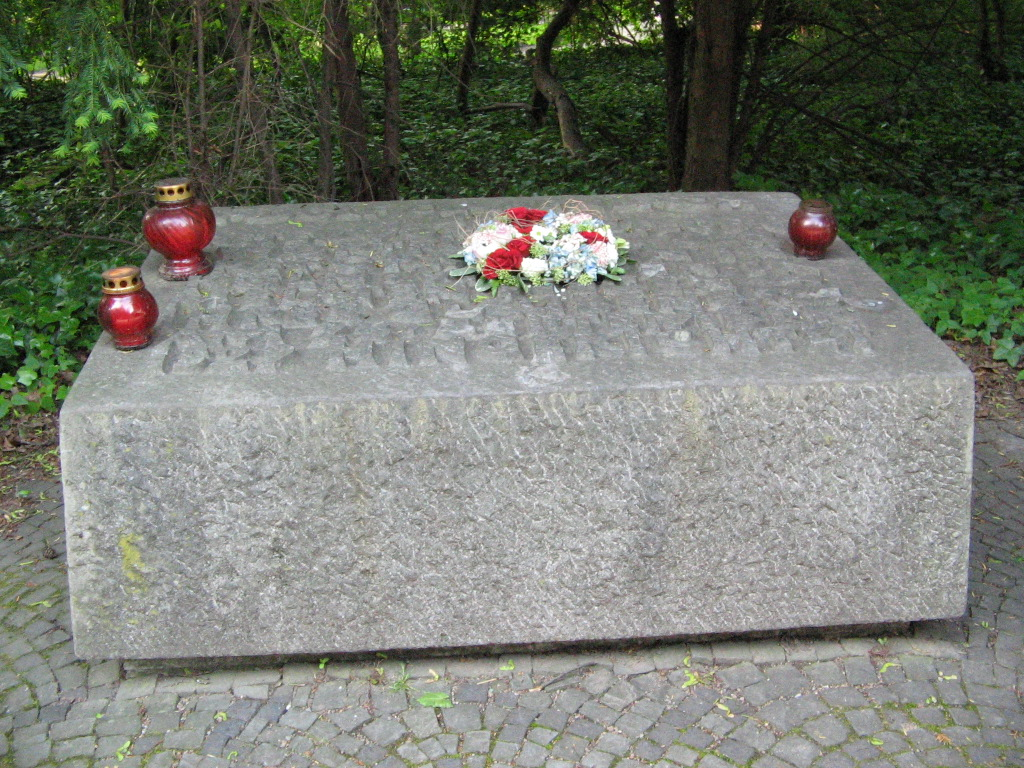
Gedenkstein für Adolf Clarenbach und Peter Fliesteden auf dem Melaten-Friedhof

Peter Fliesteden (* unbekannt, im gleichnamigen Ort Fliesteden zwischen Pulheim  und Bergheim; † 28. September 1529 in Köln) wurde auf der Hinrichtungsstätte Melaten vor Köln hingerichtet. Er starb als einer der ersten evangelischen Märtyrer am Niederrhein aufgrund seines Wirkens als protestantischer Christ.

## Leben
Peter Fliesteden war im Dezember 1527 im Kölner Dom aufgefallen, weil er während der Messe bei der Elevation der Hostie das Haupt bedeckt, sich umgekehrt und ausgespuckt haben soll. Ein katholischer Geistlicher veranlasste sofort, dass Fliesteden direkt vor dem Dom verhaftet und in das Gefängnis im Frankenturm abgeführt wurde. Nach langen Verhören wurde er als „radikaler Protestant“ verurteilt, weil er „die kirchliche Beichtpflicht, die Ordensgelübde, den Priesterstand und vor allem die Gegenwart Christi in den Sakramenten des Abendmahls und die Verehrung des Sakraments“ verworfen habe. (→ Kölner Gerichtswesen vom Mittelalter zur Neuzeit)
Fliesteden verstarb, bevor man ihn am Brandpfahl befestigen konnte, da ihm der Henker, damit er schweige, die Kette um den Hals zu stark angezogen hatte.

## Gedenken
An der Hinrichtungsstätte in Köln wurde ein Gedenkstein für ihn und Adolf Clarenbach errichtet. In Köln-Braunsfeld gibt es eine nach ihm benannte Straße.

## Quelle
- J. F. Gerhard Goeters: Studien zur niederrheinischen Reformationsgeschichte. Schriftenreihe des Vereins für Rheinische Kirchengeschichte 153, Habelt, Pulheim 2002, ISBN 978-3-7927-1830-8.